# Danh sách bảo bối trong Doraemon
Doraemon, nhân vật chính trong loạt manga và anime cùng tên, sở hữu rất nhiều các loại bảo bối hay đạo cụ bí mật (ひみつ道具 (Bí mật Đạo cụ) Himitsu Dōgu) cất giữ trong chiếc túi không đáy. Một số trong những bảo bối này được miêu tả dựa trên những vật dụng có thật trong các gia đình Nhật Bản nhưng đã được li kỳ hóa thêm, nhưng hầu hết được sáng tác hoàn toàn khoa học viễn tưởng (mặc dù có một số dựa trên các câu chuyện dân gian hay tôn giáo).
Hàng ngàn bảo bối đã được đề cập suốt từ những tập đầu đến tập mới nhất của Doraemon. Có người đã liệt kê được số lượng bảo bối xấp xỉ con số 4.500. Và chính hệ thống bảo bối đa dạng này, Doraemon đã làm mê say biết bao thế hệ thiếu nhi và cả người lớn. Trong bộ truyện ngắn, số lượng bảo bối mình sở hữu tùy thuộc vào số tiền mà Doraemon có, cậu cũng thường than rằng giá cả bảo bối bán ở tương lai rất đắt; tuy nhiên vẫn có thể mua một số bảo bối bằng cách trả góp. Các bảo bối của Dorami thường được trang trí thêm cho nữ tính còn của Mini-Dora thì nhỏ bằng 1/10 của Doraemon